# The Wife of Bath's Tale

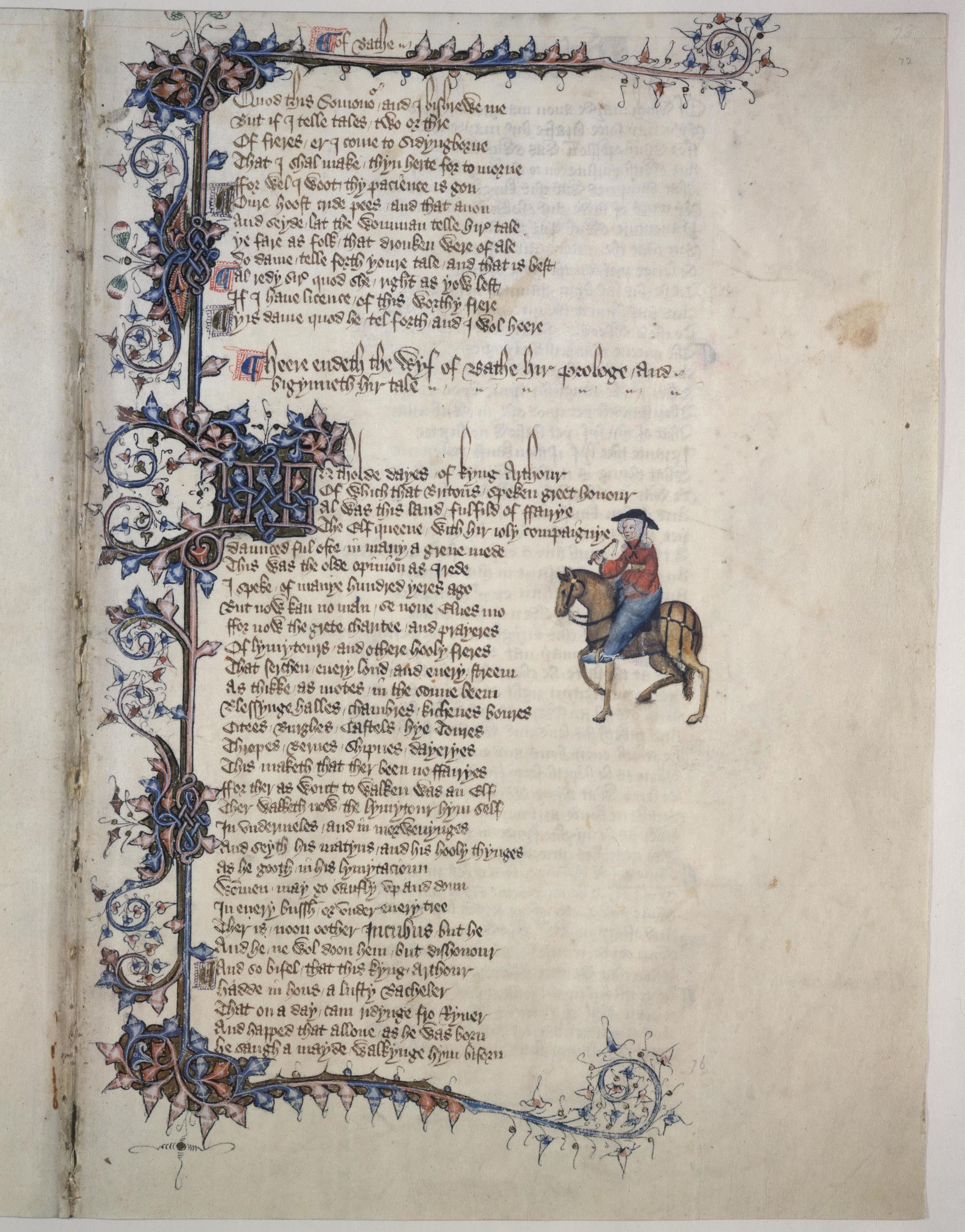
De openingspagina van The Wife of Bath's Tale uit het Ellesmere manuscript van The Canterbury Tales, circa 1405-1410.

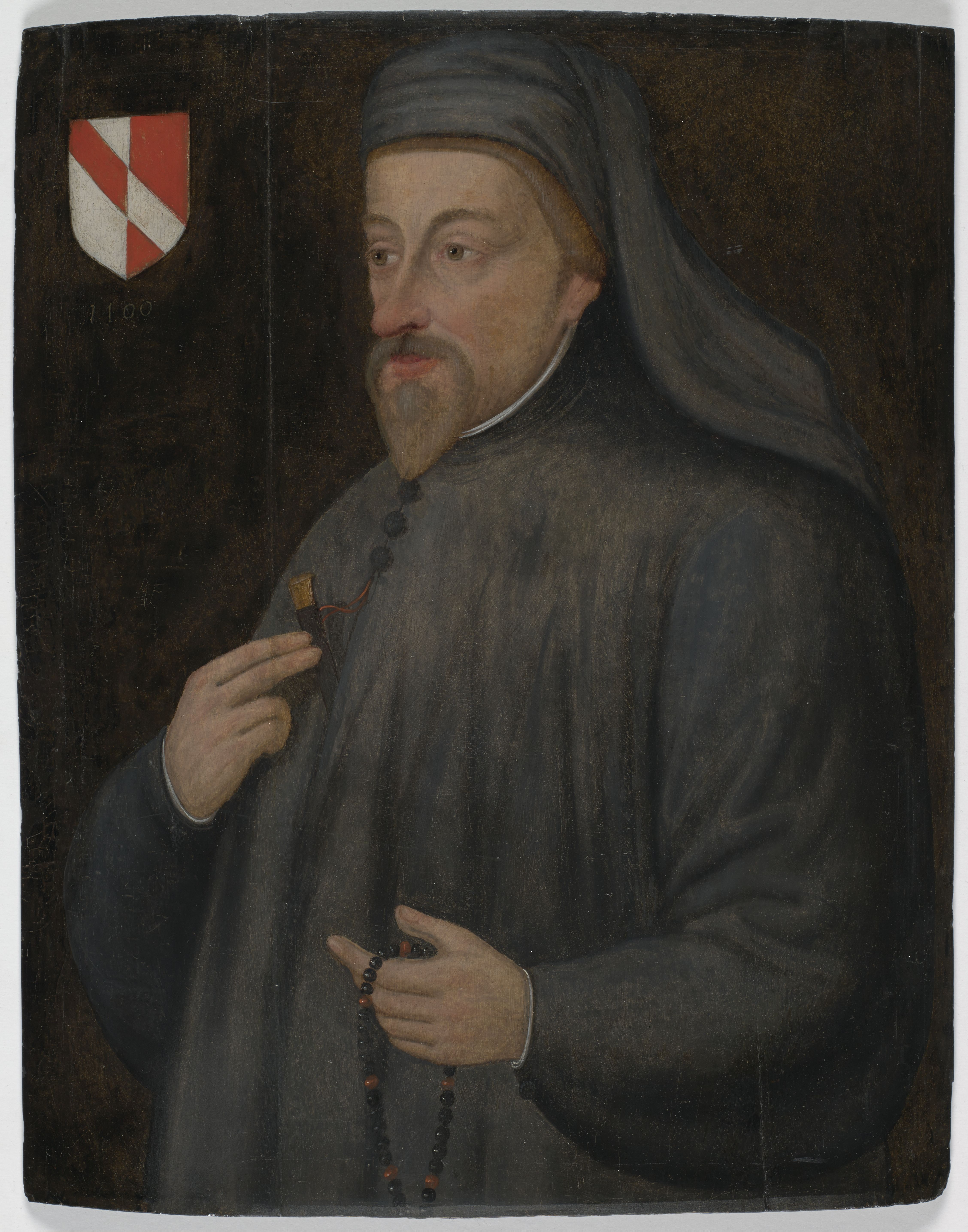
Geoffrey Chaucer (ca. 1343-1400), portret uit de 17e eeuw.

The Wife of Bath's Tale (Middelengels: The Wyves Tale of Bathe) is een verhaal uit The Canterbury Tales van Geoffrey Chaucer. De 'Wife of Bath' (vrouw uit Bath), die zichzelf zowel Alisoun als Alys noemt in de proloog van haar verhaal, is een van de meest uitgewerkte personages van Chaucer. Hij beschrijft haar ook uitvoerig in zijn General Prologue. Bovendien is de proloog van haar verhaal, waarin ze zelf aan het woord is, langer dan het verhaal zelf.
De 'Wife of Bath' staat haar mannetje tussen de pelgrims en aangezien ze vijf keer getrouwd is geweest, werpt ze zich op als een autoriteit op het gebied van het huwelijk. Haar eigen ervaring is de universele ervaring van alle vrouwen in een wereld die door mannen gemaakt en geregeerd wordt. Haar verhaal gaat over datgene wat, volgens haar, vrouwen boven alles verlangen, namelijk controle over hun echtgenoot en hun huwelijk.

## Datering
Het grootste deel van The Canterbury Tales, waaronder vermoedelijk The Wife of Bath's Tale, werden door Chaucer geschreven in de periode tussen 1392 en 1395.
De proloog van The Wife of Bath's Tale vormt een dichterlijk hoogtepunt in The Canterbury Tales en werd volgens academici dan ook vrij laat tijdens Chaucers werk aan The Canterbury Tales samengesteld. Aangezien in deze proloog kwesties uiteengezet worden, die veeleer te maken hebben met de inhoud van het verhaal dat nu The Shipman's Tale is, lijkt het er op dat Chaucer dat eerst voor de 'Wife of Bath' bedoeld had. Chaucer schreef speciaal voor haar The Wife of Bath's Tale en haar oorspronkelijke verhaal werd dus The Shipman's Tale.

## Tekst
The Wife of Bath's Prologue en Tale behoren tot Fragment III (groep D) en worden gewoonlijk afgekort als WBT.
In The Wife of Bath's Prologue zijn er vier passages tussen versregels 575 en 720 die niet terug te vinden zijn in het Hengwrt Chaucer manuscript en die ook in sommige andere manuscripten ontbreken:
- 575-584 - Waar Alisoun zelfbedachte dromen vertelt aan haar vijfde echtgenoot Jankin.
- 609-612 - Waarin ze zegt dat ze zinnelijk van gevoelens en strijdlustig van hart is.
- 619-626 - Waar ze spreekt over de rode moedervlek op haar gezicht en haar honger naar ieder soort man.
- 717-720 - Waar haar verwijzing naar de passie van Christus haar een vleugje van vroomheid geeft.

Er zijn ook zes versregels, gewoonlijk genummerd van 44a tot 44f die slechts in drie manuscripten gevonden worden, onder andere in het Cambridge MS. DD.4.24. Daarin kiest de 'Wife of Bath' er de beste mannen uit, zowel voor hun seksueel als voor hun financieel vermogen. Alisoun beschrijft zichzelf als een expert op het gebied van echtgenoten, net zoals een wetenschapper steeds beter wordt naarmate hij met zijn studie vordert. Deze versregels kunnen niet met zekerheid als authentiek bestempeld worden, maar als ze dat inderdaad niet zijn, vormen ze een uitstekende imitatie zowel qua stijl als qua inhoud.
In geen enkel manuscript komt The Wife of Bath Prologue als alleenstaand gedicht voor. De proloog is dus zeer nauw verbonden met The Wife of Bath's Tale. Er is zelfs interactie tussen beide. Op het einde van de proloog komt de 'Friar' (broeder) tussenbeide
The Frere lough, whan he hadde herd al this;
"Now dame," quod he, "so have I joye or blis,
This is a long preamble of a tale!"— "WBT 829-831"
De broeder lachte, toen hij dit alles gehoord had;
"Nu mevrouw," zei hij, ik mag van geluk spreken,
dit is een lange inleiding van een verhaal!
en er ontstaat een dialoog tussen de 'Friar' en de 'Summoner'. In haar verhaal reageert de 'Wife of Bath' daarop.

## Chaucers beschrijving van de 'Wife of Bath'

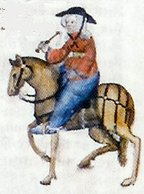
De 'Wife of Bath in het Ellesmere manuscript

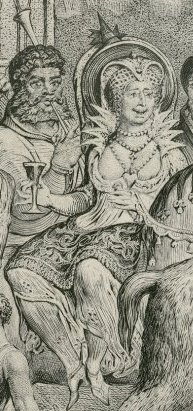
'The wife of Bath', detail van 'The Canterbury Pilgrims gravure' van William Blake

In de General Prologue van The Canterbury Tales geeft Chaucer een levendige beschrijving van de 'Wife of Bath'. Alisoun is een respectabele vrouw uit de buurt van Bath, die zeer bedreven is in het weven van laken. Haar vrijpostige gezicht is mooi en haar tanden staan wat uit elkaar. Ze draagt een kap, die alleen haar wat rode gezicht vrijlaat, en op haar hoofd een hoed zo groot als een rond schild. Op zondag vervangt ze die door fijn geweven hoofddoeken. Om haar brede heupen draagt ze een korte bovenrok en daaronder een scharlakenrode legging. Aan haar soepele nieuwe schoenen zijn scherpe sporen vastgemaakt. Ze rijdt comfortabel op een telganger en lacht en kletst volop in gezelschap. Van de liefde kent ze de kneepjes van het vak, want ze heeft vijf echtgenoten gehad. Ze houdt zich bezig met liefdadigheid en is al meer dan eens op bedevaart geweest. Dat doet ze niet meteen om devote redenen, maar uit liefde voor avontuur en voor de sociale contacten. Een van de pelgrims zou best haar volgende echtgenoot kunnen worden. In zijn beschrijving geeft Chaucer hints die later in de proloog van Alisouns verhaal aan bod zullen komen. Zo vertelt hij dat de 'Wife of Bath' een beetje doof is, wat Alisoun later zelf zal uitleggen.

## Synopsis

### The Wife of Bath's Prologue
"Experience, though noon auctoritee 

Were in this world, is right ynogh for me

To speke of wo that is in mariage;

For, lordynges, sith I twelve yeer was of age, 

Thonked be God that is eterne on lyve,

Housbondes at chirche dore I have had fyve"— WBT 1-6
Ervaring, hoewel dat geen autoriteit

Is in deze wereld, is goed genoeg voor mij

Om te spreken over de smart die er in het huwelijk is;

Want, heren, sinds ik twaalf jaar oud was,

Geloofd zij God die eeuwig leeft,

Heb ik vijf echtgenoten aan de kerkdeur gehad
De 'Wife of Bath' stelt zich meteen voor als een ervaringsdeskundige op het gebied van het huwelijk, aangezien ze vijf keer getrouwd is geweest. Ze wil over haar echtgenoten spreken en over haar ervaring met wel en vooral wee in het huwelijk.
Alisoun somt vervolgens de autoriteiten op die gesproken hebben over de smarten in het huwelijksleven en over de tekortkomingen van vrouwen. Voor wat betreft de kritiek op weduwen die hertrouwden, merkt ze op dat Abraham en Jakob ieder meer dan een vrouw hadden en dat ook Salomo "wyfes ma dan oon" had. Ze erkent dat zij, in tegenstelling tot Christus, niet perfect is. Sommige vrouwen zijn als fijn wit brood, maar zij is eerder een bescheiden gerstebrood.
Met haar eigen logica breekt ze de kritiek op vrouwen een voor een af.
Op verzoek van de 'Pardoner' (handelaar in aflaten) vertelt ze over haar echtgenoten. De eerste drie omschrijft ze als oud en rijk en ze gaat er prat op dat ze hen onder de duim hield. Ze gebruikte haar seksualiteit voor financieel voordeel en ze vitte onophoudelijk op hen. Toch hielden ze van haar, omdat ze zo'n goed gezelschap voor hen was. Haar vierde echtgenoot was een geilaard, die haar jaloers maakte, nochtans bedroog ze hem met een jonge man, Jankin. Toen haar vierde echtgenoot stierf, trouwde ze met Jankin. Van hem mocht ze nooit doen waar ze zin in had en kreeg ze slaag. Toen ze ooit een blad uit zijn boek scheurde, sloeg hij haar zo hard op haar oor dat het helemaal doof werd. Hij las haar voor uit zijn boek van 'wikked wyves' (verdorven vrouwen). Op een avond had ze er genoeg van en ze scheurde drie bladen uit het boek. Toen werd Jankin zo boos dat hij haar tegen de grond sloeg, waar ze voor dood bleef liggen. Toen ze bijkwam zwoer hij dat hij haar nooit meer zou slaan en dat ze de autonomie over hem kreeg. Ze liet hem het boek verbranden. Van dan af hadden ze tot aan zijn dood een ideaal huwelijk.
"And that he seyde, 'Myn owene trewe wyf,

Do as thee lust the terme of al thy lyf;

Keep thyn honour, and keep eek myn estaat' -

After that day we hadden never debaat."— WBT 819-822
En dat zei hij, 'Mijn eigen trouwe vrouw,

Doe wat je wil voor de rest van je leven; 

Bewaar jouw eer, en bewaar ook mijn bezit' -

Na die dag hebben we nooit meer geredetwist.
De 'Wife of Bath' geeft te verstaan dat ze op de uitkijk is naar een zesde echtgenoot.
"Welcome the sixte, whan that evere he shal.

For sothe, I wol nat kepe me chaast in al."— WBT 45-46
Welkom de zesde, wanneer die ooit zal komen.

Voorwaar, ik wil mezelf niet voor altijd kuis houden.
Alisoun schept plezier in het praten over zichzelf en ze geniet ervan in het middelpunt van de belangstelling te staan. De 'Friar' (broeder) vindt de proloog wel erg lang en maakt daar een opmerking over, waarop de 'Summoner' (deurwaarder) dan weer reageert. De 'Host' (waard) maakt een einde aan het dispuut en verzoekt Alisoun om haar verhaal te vertellen.

### The Wife of Bath's Tale

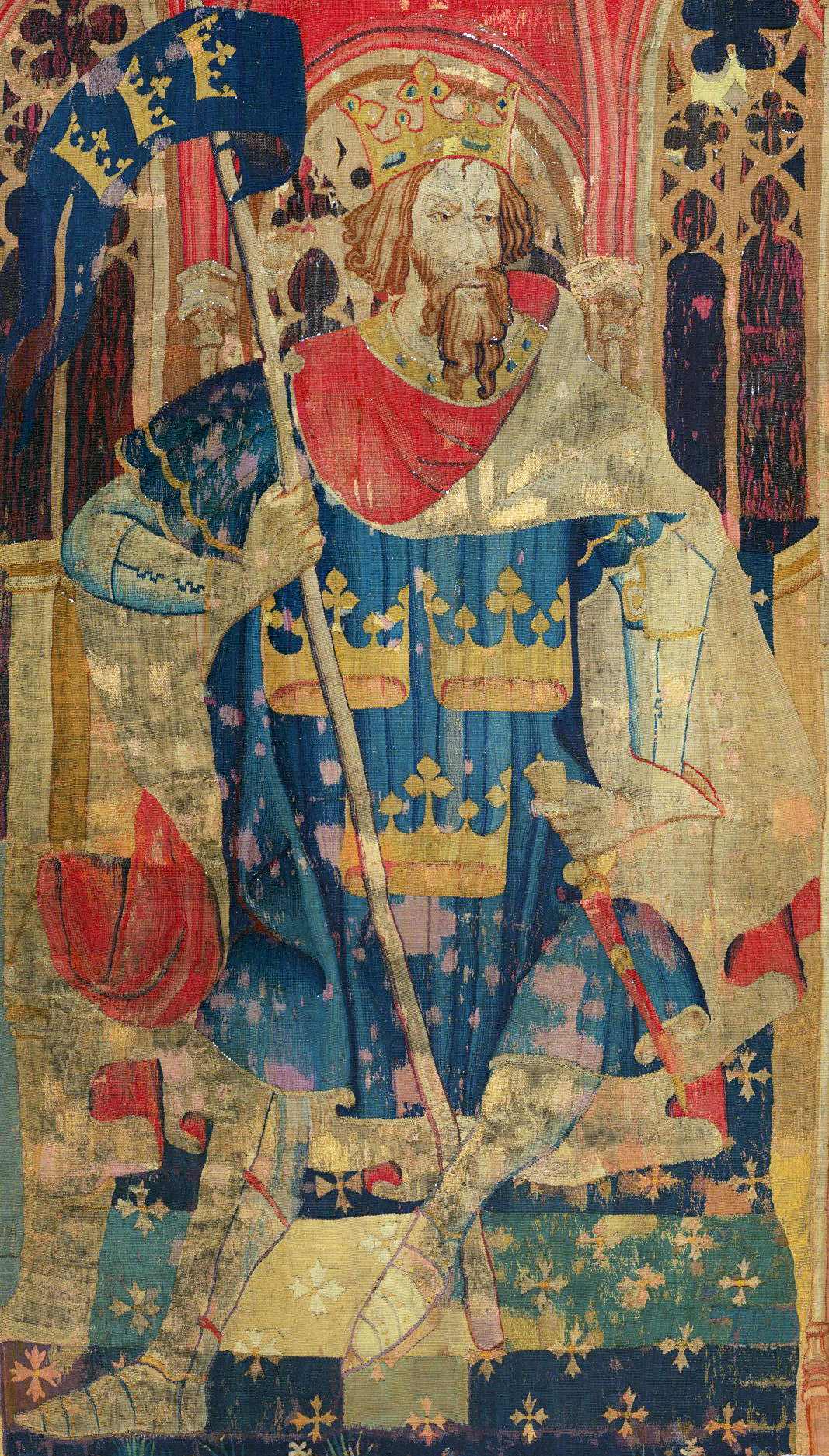
Koning Arthur, herkenbaar aan de drie kronen op zijn kledij, wandtapijt, ca. 1385.

Een ridder aan het hof van Koning Arthur verkracht een mooie jonge vrouw in een tarweveld. Bij wet kan dit misdrijf met de dood bestraft worden, maar de koningin neemt het voor hem op en de koning laat het aan haar over om een oordeel over de ridder te vellen. Als straf moet de ridder onderzoeken wat vrouwen nu eigenlijk 'meer dan wat dan ook' willen. De koningin geeft hem daarvoor een jaar en een dag de tijd en verwacht hem dan op zijn woord van eer terug. Indien zijn antwoord haar geen voldoening schenkt, dan zal hij alsnog ter dood worden gebracht. De ridder gaat op zoek, maar iedere vrouw die hij ondervraagt, zegt wat anders. Een jaar later heeft hij de waarheid nog steeds niet gevonden. Op de terugweg komt hij een oude heks tegen en ten einde raad vraagt hij haar om hulp. Ze wil hem het reddende antwoord geven op voorwaarde dat hij ooit een verzoek van haar zal inwilligen. Hij gaat ermee akkoord en keert samen met haar terug naar het hof.
"My lige lady, generally," quod he,
"Wommen desiren to have sovereynetee
As wel over hir housbond as hir love,
And for to been in maistrie hym above.— WBT 1037-1040
Mijn leenheer vrouwe, over heel deze wereld," zei hij,
"Vrouwen verlangen soevereiniteit te hebben
Zowel over hun echtgenoot als over hun minnaar,
En om in meesterschap boven hem te zijn.
Daar schenkt de koningin hem gratie, nadat hij haar geantwoord heeft dat de meeste vrouwen soevereiniteit over hun echtgenoot of geliefde willen en niemand dat kan weerleggen. Als beloning vraagt de oude vrouw de jonge ridder ten huwelijk. Hij smeekt haar tevergeefs om van mening te veranderen, zijn bezittingen aan te nemen en zijn lichaam met rust te laten. Ze trouwen en tijdens de huwelijksnacht bekent de ridder dat hij diep ongelukkig is. Zijn vrouw spelt hem de les over echte edelheid. Ze biedt hem aan om ofwel lelijk en trouw, ofwel mooi en mogelijk ontrouw te zijn. Hij laat de beslissing aan haar over en tevreden over het feit dat zij de baas kan zijn over haar man, wordt ze mooi en trouw en leven ze gelukkig met elkaar tot het einde van hun dagen.
"Thanne have I gete of yow maistrie," quod she,
"Syn I may chese and governe as me lest?"
"Ye, certes, wyf," quod he, "I holde it best."
"Kys me," quod she, "we be no lenger wrothe,
For, by my trouthe, I wol be to yow bothe --
This is to seyn, ye, bothe fair and good.— WBT 1237-1241
Dan heb ik meesterschap over jou," zei ze,
"Sinds ik mag kiezen en beslissen zoals ik wil?"
"Ja, zeker, vrouw," zei hij, "Ik vind dat het best."
"Kus me," zei ze, "laat ons niet langer boos zijn.
Want, voorwaar, Ik zal beide zijn voor jou --
Het is te zeggen, ja, zowel mooi als goed.

## Analyse

### Genre
De proloog van The Wife of Bath's Tale heeft de vorm van een literaire belijdenis, een dramatische monoloog, waarin de spreker zijn of haar zondige manier van leven uitlegt en meestal ook verdedigt. De middeleeuwse versie van een autobiografie was nauw verbonden met een belijdenis, maar hoewel de 'Wife of Bath' zonder schroom vertelt dat ze veel fouten gemaakt heeft in haar vroegere leven, onderwerpt ze zich nergens aan de wil van God, of zelfs van een echtgenoot. Bovendien heeft ze niet de bedoeling iets aan haar leven te veranderen.
Het verhaal van de 'Wife of Bath' houdt het midden tussen een korte romance en een volksverhaal, een sprookje. De terugkeer vanuit een dreigende of symbolische dood is typisch voor de romance en in het verhaal van Alisoun is het duidelijk de ridder die gered wordt.

### Stijl
De levendigheid van de proloog van The Wife of Bath's Tale is het effect van de stijl. Chaucer gebruikt de omgangstaal hier op zijn best. Het ritme, de idiomen, de tussenwerpsels en de woordkeuze maken van Alisoun een levensecht personage. Ze gebruikt de ik-vorm en spreekt haar medepelgrims rechtstreeks aan: "For, lordynges, sith I twelve yeer was of age, ....". Haar woordenschat is formeler wanneer ze haar argumenten aanbrengt. Dan vergaart ze materiaal van allerlei autoriteiten die ze vaak ook bij naam vernoemt.

### Thema's

#### Gedrag in het huwelijk
Het gedrag in het huwelijk is ook een thema dat opduikt in The Wife of Bath's Prologue.
Alisoun gedraagt zich onconventioneel in al haar huwelijken. Aan de hand van dat non-conformisme ten opzichte van wat van haar verwacht wordt in haar rol als echtgenote, wordt aan de lezer getoond hoe het gedrag in het huwelijk dan wel zou moeten zijn. Er bestonden allicht twee boeken met gedragsvoorschriften voor vrouwen in het huwelijk.
In haar eerste huwelijk doet Alisoun zowat alles wat de schrijvers van die gedragsboeken als ongepast beschrijven.
Zo liegt ze bijvoorbeeld tegen haar oude echtgenoot, wanneer ze zegt dat ze dronken werden en betreurenswaardige dingen zeiden (III.380-382). Toch houdt Alisoun de 'publieke eer' van haar echtgenoot in stand. Maar hoewel de gedragsboeken voorschreven dat de echtgenoot de controle over de vrouw verdient, omdat hij de zeggenschap over de boedel heeft,
is het echter duidelijk dat Alisoun de baas speelt over al haar opeenvolgende echtgenoten. Misschien is dit omdat haar eerste drie mannen zo oud zijn "that for sylk unnethes myghte they stonde" (III.394).
Jankyn, haar vijfde echtgenoot, vertoont ook niet het soort gedrag dat van hem verwacht wordt in een correct christelijk huwelijk.
Dat kan misschien toegeschreven worden aan zijn jonge leeftijd en zijn gebrek aan ervaring op het gebied van relaties, hoewel hij uiteindelijk, net zoals Alisoun, wel verandert. Via het onvermogen van Alisoun en Jankyn om te voldoen aan het verwachte gedrag in het huwelijk, wordt aan de lezers het besef gegeven van wat correct gedrag in het huwelijk zou moeten zijn, namelijk het tegenovergestelde van dat van Alisoun en Jankyn.

#### Vrouwelijke dominantie
Het thema van de vrouwelijke dominantie is van fundamenteel belang in The Wife of Bath's Prologue. De machtspositie van Alisoun is in feite seksuele dominantie. Aan de hand van de opmerkingen die ze tegen haar collega-pelgrims maakt, is het duidelijk dat zij de meesteres is van de slaapkamer. Zo stelt ze bijvoorbeeld vast dat:
Unnethe myghte they the statut Holde
In which that they were bounden unto me
Ye woot wel what I meene of this, pardee !
As help me God, I laughe whan I thynke
How pitously a-nyght I made hem swynke ! (III.204-208)
- "unnethe" = niet gemakkelijk
- "woot" = weten
- "pardee" = "door God", cfr. Frans "par dieu"
- "hem" = hen; "swynke" = werk

De manier waarop Alisoun beschrijft hoe ze haar mannen liet werken, "swynke", voor haar plezier, doet denken aan de gelijkaardige situatie tussen gewone leenmannen en leenheren. De echtgenoten van Alisoun worden afgeschilderd als plattelanders, die haar seksuele lusten moeten voeden. Haar karakterisering als meester of soevereine heer, is in het bijzonder evident in de volgende passage:
Of tribulacion in mariage,
Of which I am expert in al myn age--
This is to seyn, myself have been the whippe. (III.179-181)
Het beeld van de zweep bevestigt haar in de rol van meester. Ze vertelt iedereen dat zij het bevel voert in haar huishouden, vooral in de slaapkamer. Alisoun lijkt een onverzadigbare zin in seks te hebben. Het resultaat daarvan is een satirisch, geseksualiseerd beeld van een vrouw, maar tevens een satirisch beeld van de feodale machtsverhoudingen.

#### Liefde en economie
In haar essay "The Wife of Bath and the Painting of Lions" beschrijft Mary Carruthers de relatie die bestond tussen liefde en economie voor zowel de middeleeuwse mannen als vrouwen. Door haar rijkdom is Alisoun onafhankelijk en daardoor is ze vrij om lief te hebben. Dit betekent dat onafhankelijkheid een belangrijk bestanddeel is van echte liefde en aangezien onafhankelijkheid alleen kan worden bereikt door middel van rijkdom, wordt rijkdom de grootste component voor ware liefde.

Bovendien kan liefde worden gekocht. Chaucer verwijst daarnaar, wanneer hij Alisoun tegen een van haar echtgenoten laat zeggen:
Is it for ye wolde have my queynte allone?
Wy, taak it al! Lo, have it every deel!
Peter! I shrewe yow, but ye love it weel;
For if I wolde selle my bele chose,
I koude walke as fressh as is a rose;
But I wol kepe it for youre owene tooth. (III.450-455)
- "queynte" = een mooi ding, cf. Latin quoniam, met een voor de hand liggende connotatie van "cunt", het Engelse woord voor vrouwelijke genitaliën
- "deel" = "deel"; plus, de implicatie van een transactie (deal)
- "Peter" = Petrus; "shrewe" = vervloeken; vandaar: "I curse you if you don't love it well."
- "belle chose": nog een verwijzing naar vrouwelijke genitaliën (haar "mooie ding")
- "tooth" = smaak, plezier

Ze lijkt te verwijzen naar prostitutie, waarbij "liefde" in de vorm van seks een "deal" is, een kwestie van kopen en verkopen.

Why sholde men elles in hir bookes sette
That man shal yelde to his wyf hire dette?
Now wherwith sholde he make his paiement,
If he ne used his sely instrument?
Alisouns gebruik van woorden zoals "dette (schuld)" en "paiement (betaling)" schildert de liefde ook af in economische termen, net zoals de middeleeuwse Kerk dat deed: seks was de huwelijksschuld die vrouwen aan hun echtgenoot verschuldigd waren. Uit de tekst blijkt dus dat het concept van de liefde onder andere een economisch begrip is. Dit wordt misschien het best aangetoond door het feit dat Jankyn zijn rijkdom opgeeft in ruil voor liefde, eer, en respect.

#### Seks en lollards
Hoewel seksualiteit duidelijk een dominant thema is in The Wife of Bath's Prologue, is het minder vanzelfsprekend dat het seksuele gedrag van Alisoun in verband kan worden gebracht met de lollards. Alisoun heeft kennis van de Schrift en gebruikt die om haar seksueel gedrag te rechtvaardigen. Wanneer ze stelt dat " God bad us for to wexe and multiplye " (III.28), suggereert ze dat er niets mis is met seksuele promiscuïteit, omdat God wil dat mensen zich voortplanten. Uit Alisouns vastberadenheid om seksuele activiteit binnen een christelijke context en op gezag van de Bijbel te plaatsen, wat ze een aantal keer in de tekst doet, weerklinkt een van de punten van de Twelve Conclusions van Lollard uit 1395. Het feit dat zij hertrouwt na de dood van haar eerste echtgenoot, zou Chaucers karakterisering kunnen zijn van Alisoun als aanhanger van de lollards, vermits die voorstanders waren van het hertrouwen van weduwen.